# Ґрем Рід (спортсмен)
Ґрем Рід (англ. Graham Reid, 9 квітня 1964) — австралійський хокеїст на траві.
Срібний призер Олімпійських Ігор 1992 року, учасник 1988 року.
Бронзовий призер Чемпіонату світу 1990 року.
Переможець Трофею чемпіонів 1984, 1985, 1989, 1990 років, срібний призер 1986, 1992 років, бронзовий призер 1987, 1988 років.